# Oldfeltia polyphlebia
Oldfeltia polyphlebia là một loài thực vật có hoa trong họ Cúc. Loài này được (Griseb.) B.Nord. & Lundin mô tả khoa học đầu tiên năm 2002.